# Richard Flanagan
Richard Miller Flanagan, född i juli 1961 i Longford, Tasmanien, är en australisk författare från Tasmanien. The Economist har kallat honom "av många ansedd som den bästa australiska författaren av sin generation", och hans romaner har åtnjutit flera priser och utmärkelser. Han har skrivit och regisserat flera filmer. Han vann 2014 års Bookerpris för Den smala vägen mot norr (Narrow Road to the Deep North).

## Verk

### Romaner
- Death of a River Guide (1994)
- The Sound of One Hand Clapping (1997)
- Gould's Book of Fish: A Novel in Twelve Fish (2001)[4][5]
- The Unknown Terrorist (2006)[6]
- Wanting (2008)[7][8][9][10]
- The Narrow Road to the Deep North (2013)[11][12]

### Sakprosa
- 1985 – A Terrible Beauty: History of the Gordon River Country[13]
- 1990 – The Rest of the World Is Watching — Tasmania and the Greens[14] (co-editor)
- 1991 – Codename Iago: The Story of John Friedrich[15][16] (co-writer)
- 1991 – Parish-Fed Bastards. A History of the Politics of the Unemployed in Britain, 1884–1939[17]
- 2011 – And What Do You Do, Mr Gable?

### Filmer
- 1998 – The Sound of One Hand Clapping (regissör och manusförfattare)
- 2008 – Australia (medförfattare)